# 露木志奈
露木 しいな（つゆき しいな、2001年1月18日 - ）は、日本の環境活動家、化粧品開発者。神奈川県出身。園児・児童の時に自然に囲まれて育ち、高校時代はインドネシアのバリ島へ留学して肌と環境に優しい化粧品の開発と販売を行った。日本に帰国して慶應義塾大学に進学するも休学し、2020年から日本全国の学校で気候変動を抑えるための講演活動を実施している。

## 来歴

### 日本での生活
2001年、神奈川県横浜市にて生まれ、繁華街で育つ。実家は郵便局を経営していた。兄と妹と弟のいる4兄弟で育ち、3歳の頃から母子家庭となる。父親は元ホームレスを自称し、2021年4月現在は会社を運営している。兄弟の中で最も活発だったと語っており、歩けるようになる前に台所によじ登ることもあったという。母親は中国雑技団への入団も考えていたが類似する団体が存在せず、代わりにバレエ・ダンス・水泳・体操・ロッククライミングなどの活動を行って育つ。特にバレエは3歳から9歳まで継続していた。
幼稚園は横浜市内のトトロ幼稚舎に入園。幼稚園児の頃より、森で山菜を採取する、飯盒で米を炊くなど、自然に親しんでいた。
小学校は横浜市立元街小学校に進学。小学生の頃の将来の夢はOLであったと語っている。小学4年生から5年生にかけて「暮らしの学校だいだらぼっち」というプロジェクトに参加し、長野県泰阜村（泰阜村立泰阜小学校）に1年間の山村留学をした。全国から集まった児童生徒と共に食糧や道具を自給自足する生活を送り、周囲の事物が自然に由来していることを学ぶ。
中学校は横浜市立港中学校に進学。英語を含む5教科を全て苦手とし、知識詰込み型の勉強が嫌になったと語る一方、美術と体育が得意だったと語っている。中学2年生まで夏休みにはサマーキャンプに参加し、在日外国人の児童生徒と交流していた。サマーキャンプでの交流を受け、中学3年生の頃から英語を使う生活に憧れて高校留学を検討。竹で建築された校舎に惹かれ、母親が情報提供したインドネシアのグリーンスクールへの留学を決意する。

### グリーンスクール
2016年、高校1年生の夏からバリ島のグリーンスクールへ転校。英語を苦手としていたことから交友関係を築けず、当初の数か月は語学学習に費やしたという。グリーンスクールではクライメートアクションという授業を受講。気候変動による人々への影響を調査し、現状の自分に何ができるかを考えて立案・行動するという授業であった。また、受講者自身が内容を全て決定して自由に授業を作ることのできる、インディペンデントスタディという授業も受講していた。グリーンスクールの高等部には約100人の生徒が在籍していたが、受講者は露木を含めても片手で数えられるほどだったという。
授業で大規模なゴミの山を見学し、海外諸国がバリ島にゴミを投棄している現実を知り危機感を覚え、現状の風潮を変える必要があると考え始める。また、「バイバイ・プラスチックバッグ」というプロジェクトを推進してインドネシアの法改正に寄与した女性生徒などが在学しており、彼女らに影響を受け、大人にならなくとも活動できることを実感する。
高校1年次の冬休みに日本に帰国した際、化粧品を使用した妹が肌荒れを起こしたことから、2年次よりグリーンスクールからブースの提供を受けて化粧品開発に着手する。「Not Just a Pretty Face」を参考に研究を重ね、パーム油を使用しない口紅を開発。当初は妹のための開発であったが、次第に周囲から求められ、ブランド「Dari Bali」を立ち上げてインドネシアでの販売を開始した。
3年次であった2018年にはポーランドで開催された第24回気候変動枠組条約締約国会議に参加し、グレタ・トゥーンベリと対面。トゥーンベリの「行動すれば、希望は必ずついてくる。だから行動しよう」という言葉に感銘を受ける。

### 帰国と休学
2019年6月にグリーンスクールを卒業し、9月に慶應義塾大学環境情報学部に進学。進学の理由は、グリーンスクールで知った環境問題が具体的にどう起きているのか、今後の日本での環境活動のために学ぶためであった。なお帰国後、バリ島で行っていた水筒の携帯やレジ袋の拒否などを行っていたところ、周囲から環境活動家として扱われるようになったと語っている。同年12月にはスペインで開催された第25回気候変動枠組条約締約国会議に参加した。また大学在学中にワークショップも継続していた。
大学の講義には楽しみを見出していたが、一方で環境問題の解決に直結しないとも感じていた。ニューヨークのユニオンスクエアに設置されたアート作品『クライメイト・ロック』に影響を受け、現在の地球の表層環境が残り7年で持続不能になると考え、大学に通っている場合ではないと判断。「このままでは地球が持たない」と感じ、2020年9月に大学を休学、11月に講演活動を開始。母親には卒業してから活動すれば良いのではないかと問われたが、3年後では遅いと返答した。
なお、慶応義塾大学では1年間通わなければ休学できない制度が採用されていたため入学から1年通学していたが、可能であればより早期に休学するつもりでいた。

## 主張
講演で述べている主張を以下に挙げる。
- 3Rのうちリデュースの重視[17]
- 火力発電から再生可能エネルギーを利用した発電への切り替えの推奨[14]
- 家畜産業の縮小のためのヴィーガニズムの推奨[12][14]
- 従来の化粧品開発に際した実験動物の利用の批判[18]
- プラスチックゴミの発生、パーム油採取のための森林伐採、フードロスなどへの警鐘[15]

一方で、個々人の家庭環境なども背景に、全ての人間が環境問題に意識を持つ必要はないとも考えている。

## 活動
学校での講演と化粧品開発の2つを軸に活動している。2021年2月時点において、大局的な目標として2050年までの地球の平均気温上昇を1.5℃までに抑制することを掲げている。ただし、1.5℃でも大きな影響が及ぼされると予想されることから、「環境活動家をなくしたい」として活動していながら、環境活動家としての役割が終わることはないだろうとも述べている。またそのための抱負として、日本の中高生600万人のうち3.5%にあたる21万人への講演を挙げている。この3.5%という数字は、20世紀に行われた市民活動や社会革命がコミュニティの3.5%の人口の賛同を受けて成功しているとする研究を、温暖化防止を地球規模の社会革命と解釈して適用している。
また以下に挙げる活動の他に、日本企業による石炭火力発電所に対して抗議の声を上げ、公開質問状を送るなどの行動にも出ている。

### 講演
対象は小学校から大学までで、初回の講演は札幌市の女子高校で実施された。同年12月時点で登壇した学校数は30校に上った。新型コロナウイルス感染症の流行を受けてオンラインでの講演も取り入れ、2021年9月時点において約120校で講演を実施している。2023年6月時点で220校、3万2千人に講演した。
講演活動を始めるにあたっての考えは、環境問題に関して行動が起こらない原因の一つは問題自体が周知されていないためであるというものであった。学校を対象とした理由は、同世代の学生であれば話を受け入れやすいことと、これまで知る機会のなかった人にも情報を発信できることが理由に挙げられている。

### 化粧品開発
消費活動が社会に対する意思表示になり世界を変えられると考え、消費者に提供される選択肢を増やすべきであるとも考えている。その例の一つが先述の口紅開発である。自然系化粧品に妹の肌が合わなかったことから、グリーンスクール在学時に環境と肌を意識した口紅の開発を進め、ブランドも立ち上げている。化粧品づくりのワークショップも開催していたが、新型コロナウイルスのパンデミックを受けてコスメキットの販売およびワークショップの録画映像の上映に切り替えている。
市販の化粧品を購入するのではなく製作することで、その材料が何に由来するのかという点に注意が向くことに期待している。また、化粧品の中でも口紅を選んだ理由は、唇に直接塗布するものであるため徐々に体内に入ることがあり、健康面での懸念があったためとしている。
朝日新聞公式コメンテイター
2021年から、朝日新聞デジタルの環境問題に関する記事のコメントを行っている。

## 出演
- フューチャーランナーズ 17の未来（フジテレビ、2021年6月2日）[21]
- 大下容子ワイドスクランブル　　　（テレビ朝日、2022年4月7日）